# Serahema Saporium
Serahema Saporium är en bokserie skriven av Marcus Olausson.
Serien är en fantasyberättelse om hjälten Elderim i världen Serahema. Första boken i bokserien är De rotlösa (2014). Den andra boken är Bäraren (2014). Dessa två böcker omarbetades och slogs ihop till boken När gudar dör (2018) som nu blev del 1 i bokserien. Från början var Nattlöparen (2016) del 3 i serien, men den omarbetades och tidigare outgivet material lades till som blev boken Vingar av rök (2019) som nu blev del 2 i serien. Den tredje delen är Till hjärtats sista slag (2021).

## När gudar dör
Elderim sägs vara utvald att kämpa mot den grymme guden Naemin, men varför är det då så svårt att lära sig magierna? Profetiorna är tvetydiga och Elderim fylls av tvivel. Vem är det egentligen som har valt ut honom? Och till vad? Elderim gör en storslagen resa genom den skoningslösa världen Serahema där gudarna dragit sig undan. En värld där onda människor kan bära spår av godhet och hjältar begå avskyvärda brott. Hjälten vistas bland svärande tjuvar, galna magiker och skrävlande svärdsmästare, samt möter villrådiga gudar, motsträvig magi och fasansfulla vidunder.

## Vingar av rök
Mörkrets grepp om Serahema hårdnar och vem som helst kan vara en fiende. Elderim och hans vänner är på flykt, rättmätigt efterlysta för mord och i deras spår följer den fruktade maghran, en varelse som avskyr magi. I den kareshiska öknen väntar deras största prövning någonsin när Cal tvingas göra upp med sitt förflutna och Belmonne tillägnar sig en förmåga hon helst skulle vilja vara utan. Trots viktiga ledtrådar verkar de ständigt lika långt från att finna svärdet Åskvigg och Elderim måste bestämma sig - är han beredd att förråda sina vänner för att ha en chans mot den onde guden Naemin?

## Till hjärtats sista slag
Vänner dör och världen brinner. Elderim är ensam nu och medan mörkret faller över Serahema växer det även inom honom. Han försöker desperat undvika profetiorna och istället följa hjärtats röst, men för fallna hjältar väntar inte kärlek när ödet dikterar villkoren. Det finns bara en väg nu och den verkar föra honom till Den mörke guden själv - Naemin. Hopplösheten har Serahema i sitt grepp, men prövning föder hjältemod och hjälp finns där man minst anar det. Till och med hos en fiende.

## Nuvarande Bibliografi
- 2018: När gudar dör (Catoblepas förlag) ISBN 9789188183194
- 2019: Vingar av rök (Catoblepas förlag) ISBN 9789188183323
- 2021: Till hjärtats sista slag (Catoblepas förlag) ISBN 9789188183484